# M18 (Storbritannien)

Lägeskarta

M18 är en motorväg i Storbritannien. Motorvägen är 42,6 kilometer lång och binder hop motorvägarna M1 och M62 i Goole. Motorvägen utgår från avfart nummer 32 på M1 strax öster om Sheffield och passerar Rotherham och Doncaster för att sedan möta upp motorvägen M62 väster om Goole. Denna motorväg ansluter även till motorvägen M180.